# Hochbend
Hochbend (eigentlich: der Hochbend) ist ein kleines ländliches Außengebiet am südlichen Rand der zum Kreis Viersen gehörenden Stadt Tönisvorst im Westen des deutschen Landes Nordrhein-Westfalen. Hochbend besteht aus nur wenigen Häusern und Einzelgehöften, dank des dort ansässigen Heilpädagogischen Zentrums Krefeld – Kreis Viersen sowie des Restaurantbetriebs Landhaus Hochbend ist die Ansiedlung in der Umgebung trotz ihrer geringen Größe relativ bekannt. Eine frühere Bezeichnung war um 1800 auch Hoogenbend. Hochbend hat die Postleitzahl 47918, die für das gesamte Tönisvorster Stadtgebiet einheitlich ist.

## Geschichte

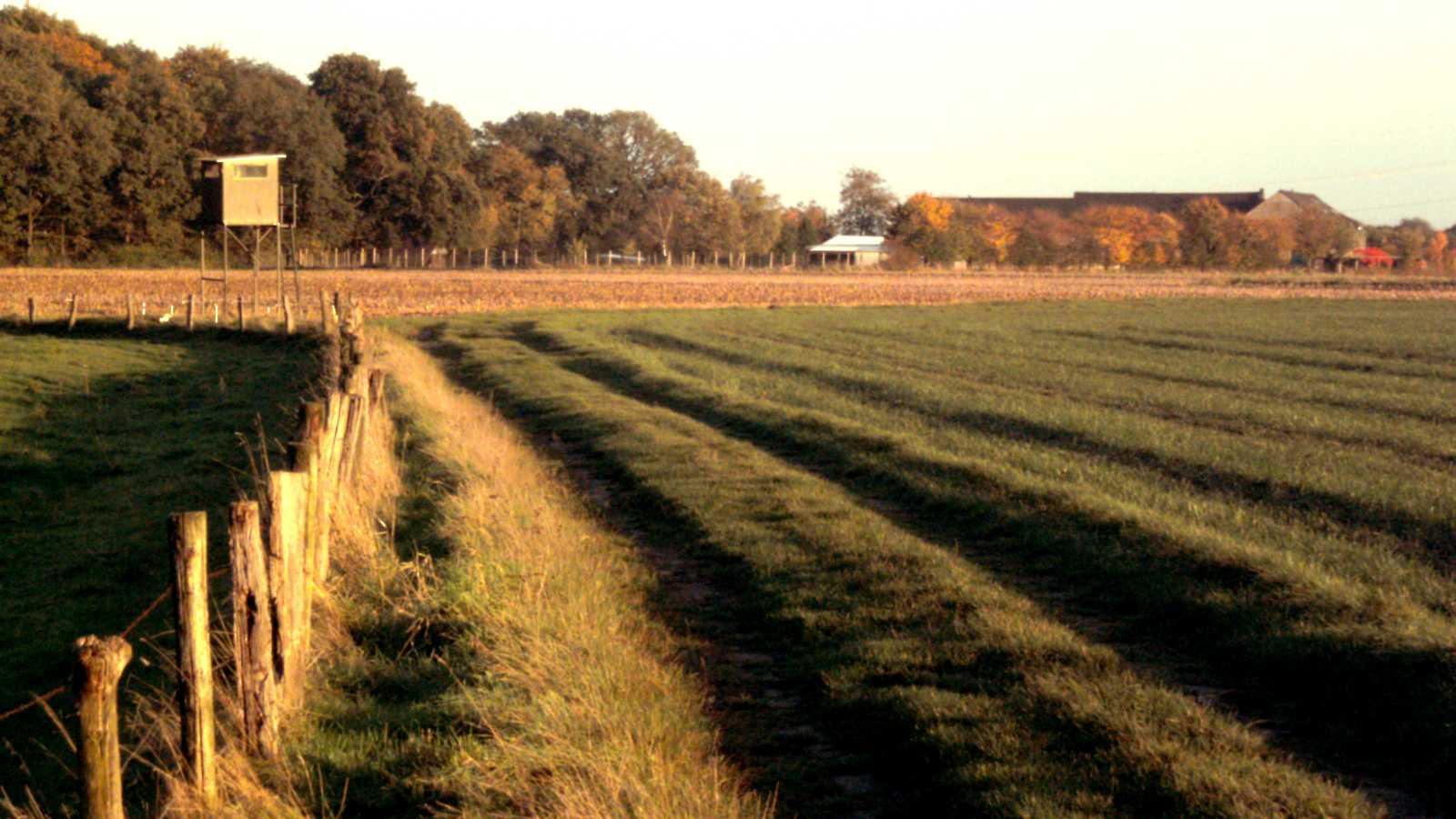
Der Feldweg „Hohe Straße“ ist ein uralter Fahrweg und stammt vermutlich aus römischer Zeit.

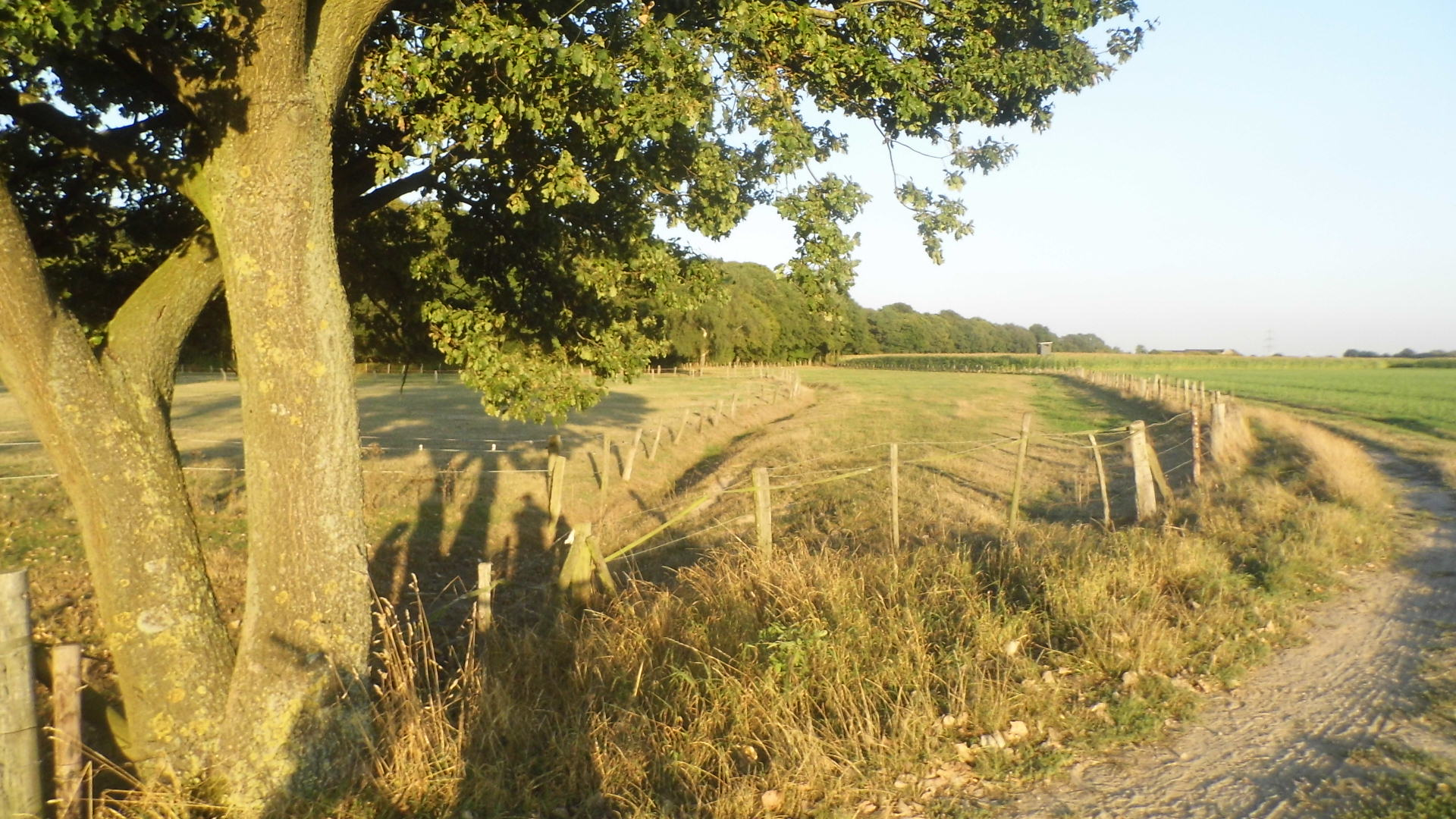
Hochbend etwa von seiner nordwestlichen Ecke aus gesehen:
In der Bildmitte ist zwischen zwei Viehweiden der hier stark verlandete und mit Gras bewachsene Votzhöfer Graben gerade noch erkennbar.

### Hochbend zur Römerzeit
Hochbend wird an seinem westlichen Rand von einem unbefestigten Feldweg begrenzt, der den Namen „Hohe Straße“ trägt. Mehrere archäologische Fundstellen der Umgebung lassen vermuten, dass es sich dabei um einen Verkehrsweg aus römischer Zeit handelt, der von Neuss über Kaarst und Alt-Willich ins Kehn und weiter nach Kempen führte.

### Hochbend vom Mittelalter bis Ende des 18. Jahrhunderts

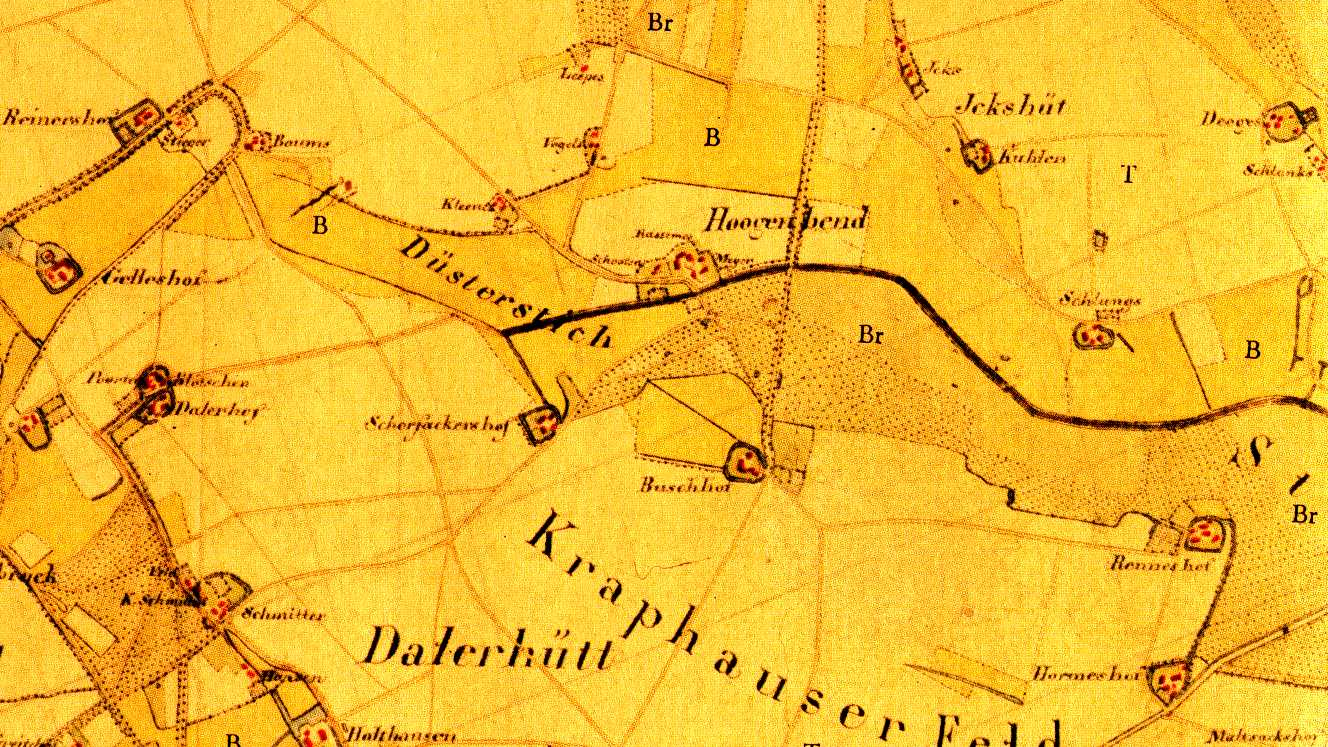
Hochbend zur Franzosenzeit ca. 1802.

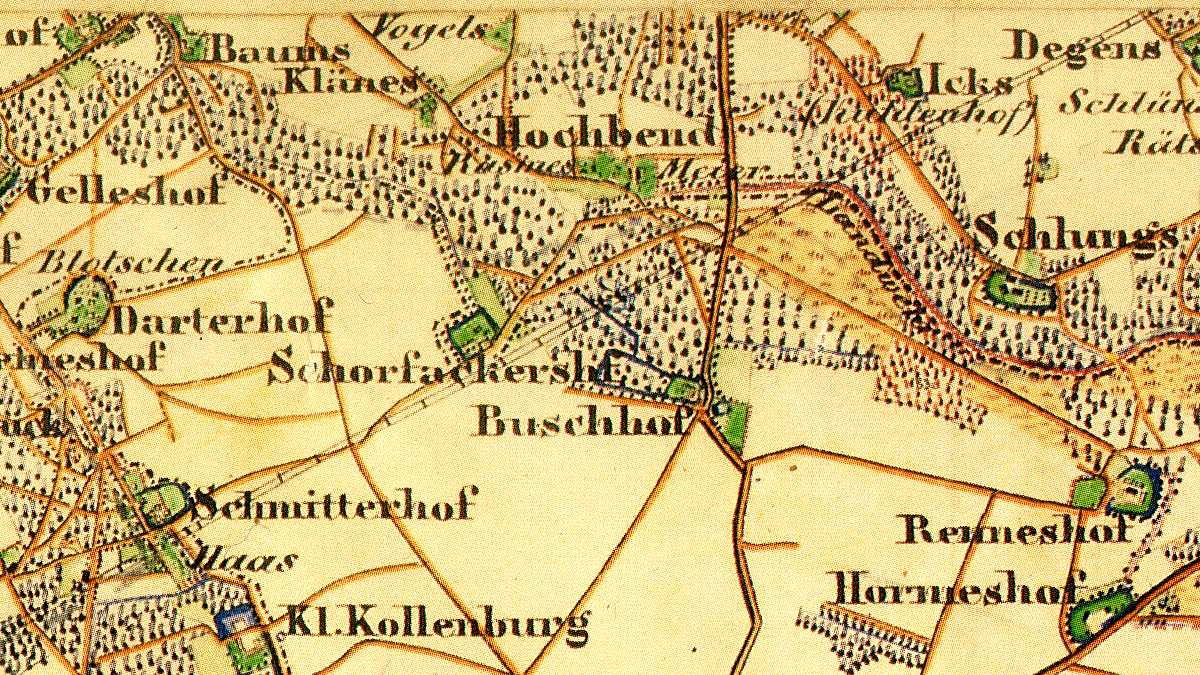
Hochbend ca. 1844 auf einer alten preußischen Karte.

Durch Hochbend verläuft in Ost-West-Richtung der Votzhöfer Graben. Dieser hier inzwischen weitgehend verlandete Wassergraben trennte Hochbend seit dem Mittelalter bis Ende 1969 in zwei verwaltungsmäßig ständig voneinander geschiedene Bereiche. Der Votzhöfer Graben ist hier Überbleibsel einer Landwehr. Etwas östlich von Hochbend am Nordrand der Golfplatzanlage Renneshof und der Holterhöfe sowie im daran anschließenden Forstwald sind Reste der ursprünglichen Erdwälle noch gut bis sehr gut erhalten.
Mitte des 14. Jahrhunderts gehörten die Ländereien nördlich von Hochbend zum Amt Kempen, einem Verwaltungsbezirk des damaligen Kurfürstentums Köln. Das Gebiet südlich von Hochbend gehörte jedoch zum Amt Linn, einer Exklave der früheren Grafschaft Kleve. Der seit 1370 als Kölnischer Kurfürst und Erzbischof amtierende Friedrich III. sah das Gebiet seines Amtes Kempen durch die Grafschaft Kleve bedroht und veranlasste nach seinem Regierungsantritt den Bau der Landwehr als Grenzbefestigung zwischen dem kölnischen Amt Kempen und dem klevischen Amt Linn. Dabei soll sich diese Landwehr ursprünglich von Linn bis an die Niers bei Süchteln erstreckt haben.
Die ganze Baumaßnahme erwies sich schon nach wenigen Jahren als überflüssig. Bereits im Jahr 1392 verkaufte der klevische Graf Adolf I. dem seinerzeit immer noch amtierenden Kölner Kurfürsten Friedrich III. das Amt Linn für 70 000 Rheinische Gulden. Die so aufwendig befestigte kölnisch-klevische Staatsgrenze wurde so (nach heutigen Maßstäben) zu einer Art Kreisgrenze zwischen zwei kurkölnischen Amtsbezirken. Der nördliche Teil von Hochbend lag fortan im Amt Kempen und gehörte dort zur Großen Honnschaft, einem Gebiet, aus dem sich im Wesentlichen die spätere Gemeinde Vorst entwickelte. Der südliche Teil lag im Amt Linn und gehörte dort zum Bereich Darderhöfe in der Kraphauser Honnschaft, die sich ungefähr über die heutigen nördlichen Rand- und Außengebiete des Willicher Stadtteils Anrath erstreckte. Beide Teile, der Hochbender Norden im Amt Kempen und der Süden im Amt Linn, gehörten ab 1392 zum Kurfürstentum Köln. An dieser Konstellation änderte sich jahrhundertelang recht wenig, bis 1794 französische Revolutionstruppen das Kurfürstentum Köln und andere linksrheinische Gebiete besetzten.

### Hochbend von der Franzosenzeit bis Ende des 19. Jahrhunderts
Vier Jahre nach der militärischen Besetzung führte die französische Obrigkeit ab dem Jahr 1798 mehrere Verwaltungsreformen durch. Aus der Großen Honnschaft des Amtes Kempen mit dem nördlichen Hochbend wurde zunächst die Commune de Vorst („Gemeinde Vorst“) im Kanton Kempen, die Kraphauser Honschaft des Amtes Linn mit dem südlichen Hochbend gehörte fortan zur Commune de Willich („Gemeinde Willich“) im Kanton Neersen. Beide Kantone, Kempen und Neersen, gehörten zum Arrondissement Krefeld im Roer-Département. Aus der Grenze zwischen zwei kurkölnischen Ämtern war jetzt eine französische Kantonsgrenze geworden, die den nördlichen Bereich des Hochbend vom südlichen schied. Die hier beteiligten Gemeinden Vorst und Willich wurden schließlich im Oktober des Jahres 1800 zu sog. Mairies („Bürgermeistereien“) aufgewertet.
Nach dem Ende der Franzosenzeit kam das Gebiet 1814/15 unter preußische Verwaltung. Die Mairies Vorst und Willich wurden in „Bürgermeistereien“ umbenannt, die französischen Kantone aufgelöst und ab 1816 durch – im Allgemeinen größere – preußische Landkreise ersetzt. Vorst gehörte ab 1816 zum Kreis Kempen, der um einiges größer war als der gleichnamige Kanton, Willich wurde dem neu geschaffenen Kreis Krefeld zugeschlagen. Die preußische Kreisgrenze verlief, wie schon zuvor die kölnische Amts- und die französische Kantonsgrenze, im Hochbend entlang des Votzhöfer Grabens und teilte das Gebiet wie bisher in zwei verwaltungsmäßig unterschiedliche Bereiche.
Ende der 1840er Jahre begann die Ruhrort-Crefeld-Kreis Gladbacher Eisenbahn-Gesellschaft mit dem Bau der Eisenbahnstrecke von Ruhrort nach Mönchengladbach, der am südlichen Rand des Hochbend vorbeiführende Streckenabschnitt Homberg–Krefeld–Viersen wurde am 15. Oktober 1849 in Betrieb genommen. Eine Haltestelle gab es bei Hochbend aber vorerst nicht.

### Hochbend seit 1900
Im Jahr 1908 kam es zur Eröffnung der Walderholungsstätte Hochbend, eine Art Kurbetrieb, der in erster Linie für Erholungssuchende aus dem nahen Krefeld gedacht war. Die Walderholungsstätte war dabei zunächst für ambulante Erholungsaufenthalte geplant, das heißt, die Erholungssuchenden sollten überwiegend zuhause schlafen und jeweils morgens in Hochbend an- bzw. abends wieder abreisen. Aus diesem Grund wurde im Jahr 1909 in Hochbend ein Eisenbahnhaltepunkt eingerichtet, um den Tagesurlaubern das erforderliche Pendeln zu ermöglichen. Im Jahr 1914 kam es zu einem Gebietstausch zwischen den Gemeinden Willich und Anrath, dabei wurde das Gebiet der Darderhöfe, wozu auch der südliche Teil des Hochbends zählte, von Willich an die Gemeinde Anrath abgetreten. Da die Gemeinde Anrath damals ebenso wie Willich zum Kreis Krefeld gehörte, änderte sich die Kreiszugehörigkeit des südlichen Hochbends jedoch dabei nicht.
1923 stellte die Walderholungsstätte den Kurbetrieb für Erwachsene wieder ein und wurde stattdessen zu einem reinen Kindererholungsheim ausgebaut, in dem die Kinder auch übernachten konnten. Im Jahr 1929 wurde der Kreis Kempen vergrößert durch eine Anzahl weiterer Gemeinden, von denen die meisten zum damals aufgelösten Kreis Krefeld gehört hatten. Das vergrößerte Kreisgebiet erhielt daher den Namen Kreis Kempen-Krefeld. Unter den hinzugekommenen Gemeinden war seinerzeit auch Anrath mit dem südlichen Teil des Hochbend, so dass von da an ganz Hochbend im selben Landkreis lag, hier aber weiterhin zwischen zwei Gemeinden, nämlich Anrath und Vorst, aufgeteilt war. Das zusammenhängende Areal der Kindererholungsstätte einschließlich des zugehörigen Waldstücks erstreckte sich dabei über Flurstücke beider Gemeinden.
1962 wurde der Eisenbahnhaltepunkt Hochbend aufgehoben, 1968 wurde die Walderholungsstätte geschlossen. 1969 beschlossen das Arbeits- und Sozialministerium des Landes Nordrhein-Westfalen und der Landschaftsverband Rheinland die Umwandlung der leerstehenden Walderholungsstätte in ein heilpädagogisches Zentrum für geistig und körperlich behinderte Kinder. Zum 1. Januar 1970 wurden die an Hochbend beteiligten Gemeinden, Anrath und Vorst, beide eingemeindet. Anrath wurde in die Stadt Willich eingegliedert, Vorst nach Tönisvorst. Bei dieser Gelegenheit wurden an vielen Stellen die alten Gemeindegrenzen begradigt. Anders als die frühere Vorst-Anrather Gemeindegrenze verlief die Grenze zwischen Tönisvorst und Willich nun nicht mehr entlang des Votzhöfer Grabens quer durch Hochbend, sondern entlang der Eisenbahntrasse am südlichen Rand davon. Seit 1970 gehört nun ganz Hochbend einheitlich zu Tönisvorst, womit die jahrhundertelange Aufspaltung zwischen zwei übergeordneten Verwaltungsstrukturen ein Ende fand.

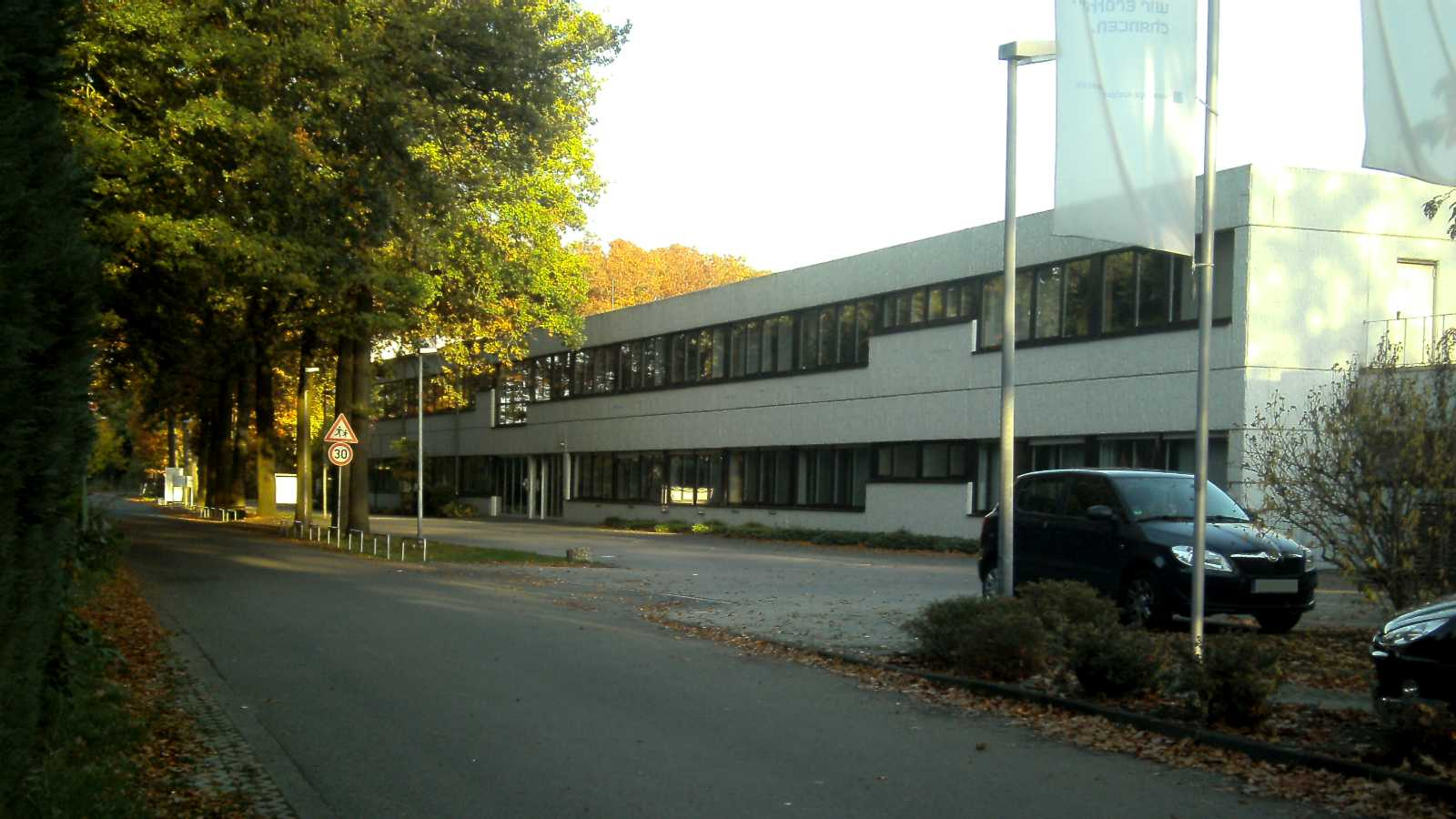
Der 1977 errichtete Verwaltungstrakt des Heilpädagogischen Zentrums.

Ab dem Herbst 1970 wurde die frühere Walderholungsstätte allmählich wieder in Betrieb genommen, zunächst als Kindergarten für geistig und körperlich behinderte Kinder. Seit Anfang 1975 gehörte Hochbend als Ortsteil von Tönisvorst zum Kreis Viersen, der mit geringen Veränderungen aus dem Kreis Kempen-Krefeld hervorgegangen war. Im Jahr 1977 ließ das Heilpädagogische Zentrum entlang der Bahnstrecke einen größeren Neubau errichten, in dem dessen Verwaltung und einige Werkstätten untergebracht waren.

## Wirtschaft
Zwei Wirtschaftsbetriebe haben Hochbend über die Stadt Tönisvorst hinaus bekannt gemacht:

### Heilpädagogisches Zentrum Hochbend
Das bereits mehrfach erwähnte Heilpädagogische Zentrum wurde 1967 als gemeinnützige GmbH (gGmbH) gegründet, um für behinderte Menschen geeignete Arbeitsplätze in betreuten Werkstätten zu schaffen. Die Gesellschafter des Unternehmens sind die Stadt Krefeld, der Kreis Viersen, die Lebenshilfe Krefeld e.V., die Lebenshilfe Viersen e.V. sowie der  Verein für Körper- und Mehrfachbehinderte e.V. Das an insgesamt 10 Niederlassungen im Kreis Viersen und der Stadt Krefeld aktive Unternehmen hat am Standort Hochbend seine Hauptverwaltung und bietet hier insgesamt 340 Arbeits- und Betreuungsplätze an. Weitere Angebote in Hochbend sind die Frühförderung behinderter Kinder und auch eine Kindertagesstätte.

### Landhaus Hochbend
Das Landhaus Hochbend befindet sich an der Düsseldorfer Straße 11 in Hochbend und ist ein Restaurant mit gehobener französischer Küche. Die Gaststätte hat in ihren Innenräumen Platz für 60 Personen, bei schönem Wetter kann zusätzlich auch die Gartenterrasse benutzt werden. Das Landhaus Hochbend wurde 2010 im Aral-Schlemmeratlas als „stilvoll eingerichtet“ beschrieben und für die dort gezeigten Kochkünste mit zwei „Löffelpaaren“ belohnt.

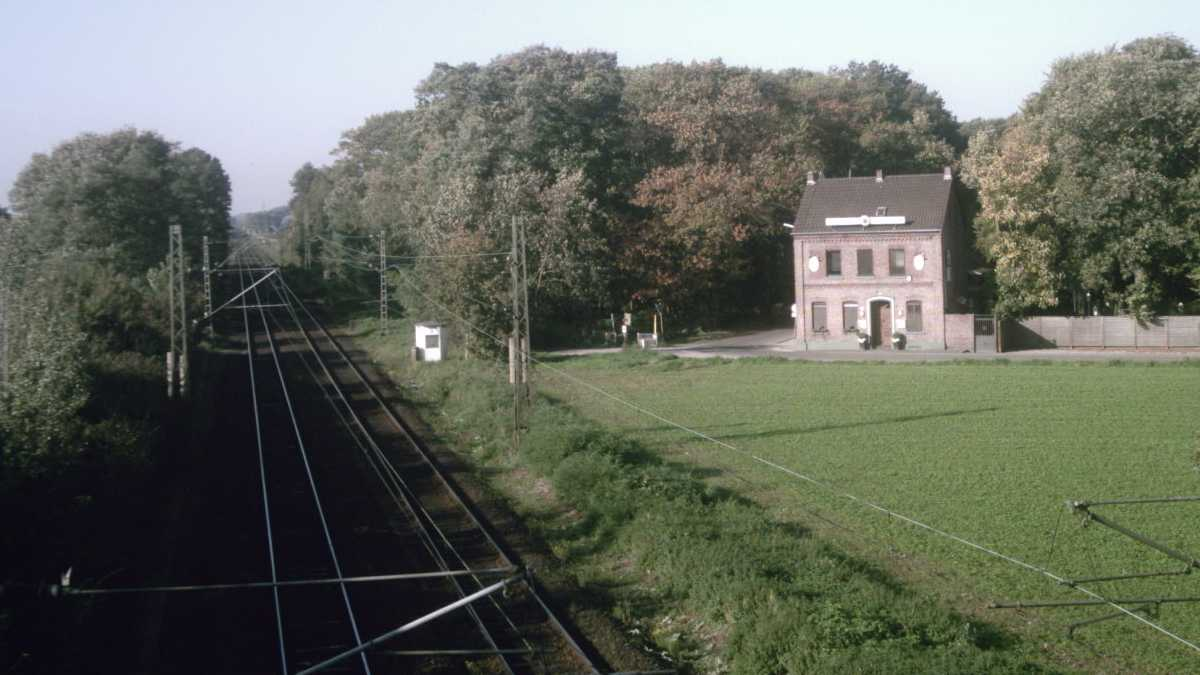
Das Landhaus Hochbend an der Bahnstrecke zwischen Forsthaus und Anrath. Etwa auf Höhe des heutigen Restaurantbetriebs befand sich bis 1962 der Eisenbahnhaltepunkt „Hochbend “.

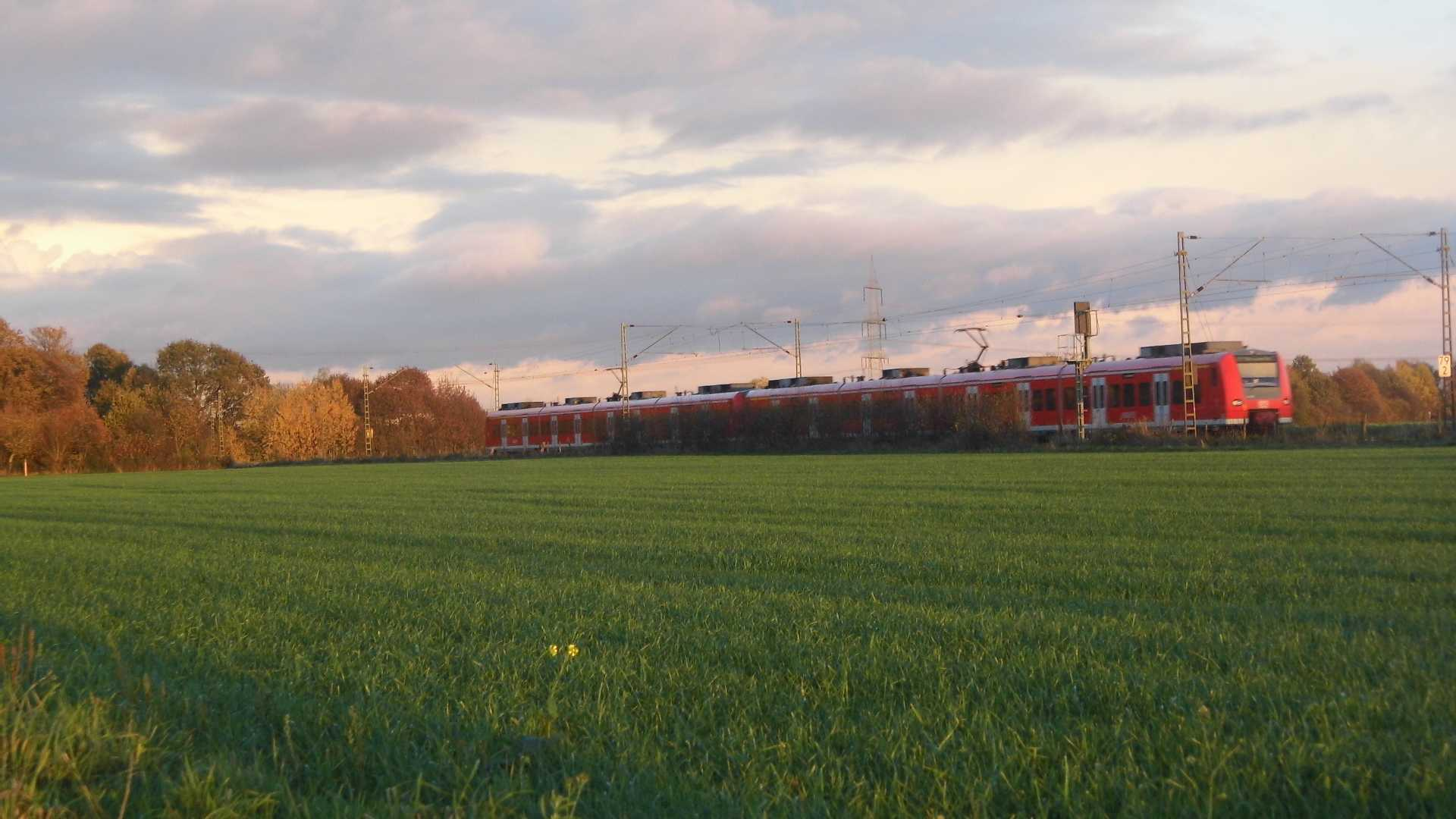
Vorbeifahrt einer Regionalbahn Richtung Krefeld bei Hochbend 2013.

## Verkehr

### Eisenbahn – Der Haltepunkt Hochbend
Nachdem 1849 die am Südrand von Hochbend verlaufende Eisenbahnstrecke mit dem Abschnitt Homberg–Krefeld–Viersen eröffnet worden war, gab es in Hochbend zunächst keine Haltestelle. Angesichts des sich anbahnenden Aufbaus der Hochbender Walderholungsstätte wurde im Jahr 1907 dann ein Not-Haltepunkt mit provisorischem Empfangsgebäude eingerichtet. Schließlich wurde im Zusammenhang mit dem Kurbetrieb der 1908 dann eröffneten Walderholungsstätte im März 1909 ein regulärer Eisenbahnhaltepunkt in Betrieb genommen. Ein richtiges Bahnhofsgebäude gab es jedoch nicht, der Fahrkartenverkauf wurde vom Schrankenwärter durchgeführt. 1909 wurden vom Schrankenwärter 1 299 Fahrkarten verkauft, 1913 waren es bereits 1 912 Tickets. Der Haltepunkt Hochbend befand sich bei Streckenkilometer 79,87. 1962 wurde der Haltepunkt wieder aufgehoben, seitdem gibt es in Hochbend keine Zustiegsmöglichkeit mehr im Personenverkehr. Die nächstgelegenen Eisenbahn-Haltestellen sind heute die Haltepunkte Anrath und Forsthaus an derselben Strecke. Beide Haltepunkte liegen ca. 2 km von Hochbend entfernt.

### Übriger öffentlicher Nahverkehr
Vom übrigen öffentlichen Nahverkehr wird Hochbend weiträumig umfahren. Wie die Bahnhöfe, so liegen auch hier die nächsten Bushaltestellen in den Nachbarorten  Anrath oder Forstwald und sind ca. 2 km entfernt. Eine weitere Bushaltestelle gibt es im Norden des Kehn etwa 3 km von Hochbend, in knapp 4 km Entfernung befindet sich in St. Tönis auch eine Straßenbahnhaltestelle.

### Straßenverkehr
Am westlichen Rand von Hochbend verläuft die Landesstraße L 379, das ist die Düsseldorfer Straße, die von St. Tönis nach Willich führt (ab der Kreuzung bei Anrath als L 361). Etwa 4 km südöstlich von Hochbend kreuzt diese Landesstraße bei Münchheide die A 44. Dort befindet sich mit der Anschlussstelle Nr. 23 („Münchheide“) auch die nächstgelegene Autobahnauffahrt.
Etwas nördlich von Hochbend führt die L 379/Düsseldorfer Straße seit 2013 über einen Kreisverkehr. Hier mündet aus Richtung Westen die aus dem Kehn kommende Kreisstraße 13 (K 13/Kehner Heide) und aus Richtung Osten aus Krefeld-Forstwald kommende Gemeindestraße mit dem Straßennamen „Stock“.

### Radwanderwege
Im Hochbend gibt es zwei asphaltierte Wirtschaftswege, die von motorisierten Fahrzeugen nur eingeschränkt befahren werden dürfen („Anlieger frei“). Diese Wege sind daher zum Radfahren gut geeignet. Durch Hochbend ist ein offizieller Radwanderweg ausgeschildert, das ist der Rundweg der Nachbarstadt Willich. Diese Radwanderstrecke ist durch ein grünes „[W]“ gekennzeichnet und verläuft hier vom Bahnhof Anrath über das Kehn kommend durch Hochbend und weiter in den Willicher Bereich der Holterhöfe oder umgekehrt.

## Die nähere Umgebung
| Hahnenweide Huverheide Kehn | St.Tönis                                    | St.Tönis Laschenhütte  |
| Hagen Vorst Kehn            | Kompassrose, die auf Nachbargemeinden zeigt | Forstwald Holterhöfe   |
| Clörath Anrath              | Neersen                                     | Münchheide Alt‑Willich |